# Klanšek
Klanšek je priimek v Sloveniji, ki ga je po podatkih Statističnega urada Republike Slovenije na dan 1. januarja 2010 uporabljalo 150 oseb.

## Znani nosilci priimka
- Angelca Klanšek (1923 - 2015), izseljenska šolnica vzgojiteljica/učiteljica v Argentini
- Edo Klanšek (1927 - 2010), ekonomist, gospodarstvenik, častni preds. Zveze ekonomistov Slovenije
- Marijana Jaklič Klanšek (*1948), igralka